# 피올러 어틸러
피올러 어틸러(헝가리어: Fiola Attila, 1990년 2월 17일 ~ )는 헝가리의 축구 선수로 포지션은 수비수이며 현재 헝가리 1부 리그의 페헤르바르 FC 소속이다.

## 선수 경력

### 클럽
파크시 FC 유소년팀 출신으로 2008년 파크시 FC 성인팀 입단을 통해 프로에 입문한 후 2014-15 시즌 중반까지 183경기 3골을 기록하며 2010-11년 헝가리 1부 리그 준우승, 2011-12년 UEFA 유로파리그 3차 예선 진출 등의 성과를 남겼고 이후 2014-15 시즌 중반쯤 같은 헝가리 1부 리그의 푸슈카시 아카데미아 FC로 이적하여 38경기 1골을 기록했다.
그리고 2016-17 시즌을 앞두고 페헤르바르 FC에 합류하여 2016-17년 헝가리 1부 리그 준우승, 2017-18년 UEFA 유로파리그 플레이오프 진출, 2017-18년 헝가리 1부 리그 우승, 2018-19년 UEFA 챔피언스리그 플레이오프 진출, 2018-19년 헝가리 1부 리그 준우승, 2019-20년 UEFA 유로파리그 2차 예선, 2019-20년 헝가리 1부 리그 준우승, 2020-21년 UEFA 유로파리그 플레이오프 진출 등의 성적을 거두었으며 현재 페헤르바르 소속으로 147경기 1골을 기록하고 있다.

### 국가대표팀
2010년부터 2012년까지 헝가리 U-21 대표팀의 일원으로 16경기 1골을 기록했고 2014년 헝가리 A대표팀 첫 발탁된 뒤 UEFA 유로 2016 본선 엔트리에 합류하여 오스트리아와의 F조 첫 경기에 출전하여 팀 승리와 함께 1966년 FIFA 월드컵 8강 이후 무려 50년만의 메이저 대회 본선 토너먼트(16강) 진출의 주역으로 활약했다.
그리고 2021년 3월 31일 안도라와의 2022년 FIFA 월드컵 유럽 지역 예선 I조 3차전에서 국제 A매치 데뷔 7년만에 첫 골을 신고했고 이후 UEFA 유로 2020 본선에서도 2018년 FIFA 월드컵 챔피언이자 우승 후보인 프랑스와의 F조 2차전에서 선제골을 터뜨려 1-1 무승부의 쾌거를 이끌어냈으며 현재까지 A매치 통산 38경기 2골을 기록 중이다.

## 수상

### 클럽
파크시 FC
- 넴제티 버이녹샤그 I : 준우승 (2010-11)

 페헤르바르 FC
- 넴제티 버이녹샤그 I : 우승 (2017-18), 준우승 (2016-17, 2018-19, 2019-20)

## 경력 통계
| 클럽      | 시즌 | 리그 | 리그 | 컵   | 컵 | 리그 컵 | 리그 컵 | 유럽 대회 | 유럽 대회 | 합계 | 합계 |
| 클럽      | 시즌 | 출장 | 골   | 출장 | 골 | 출장    | 골      | 출장      | 골        | 출장 | 골   |
| --------- | ---- | ---- | ---- | ---- | -- | ------- | ------- | --------- | --------- | ---- | ---- |
| 파크시    |      |      |      |      |    |         |         |           |           |      |      |
| 2008–09   | 3    | 0    | 1    | 0    | 3  | 0       | 0       | 0         | 7         | 0    |      |
| 2009–10   | 14   | 0    | 0    | 0    | 13 | 0       | 0       | 0         | 27        | 0    |      |
| 2010–11   | 27   | 0    | 3    | 0    | 5  | 0       | 0       | 0         | 35        | 0    |      |
| 2011–12   | 26   | 0    | 1    | 0    | 1  | 0       | 6       | 0         | 34        | 0    |      |
| 2012–13   | 26   | 0    | 4    | 2    | 3  | 0       | 0       | 0         | 33        | 2    |      |
| 2013–14   | 26   | 0    | 1    | 0    | 5  | 0       | 0       | 0         | 32        | 0    |      |
| 2014–15   | 13   | 1    | 0    | 0    | 2  | 0       | 0       | 0         | 15        | 1    |      |
| 합계      | 135  | 1    | 10   | 2    | 32 | 0       | 6       | 0         | 183       | 3    |      |
| 푸슈카시  |      |      |      |      |    |         |         |           |           |      |      |
| 2014–15   | 13   | 0    | 0    | 0    | 0  | 0       | 0       | 0         | 13        | 0    |      |
| 합계      | 13   | 0    | 0    | 0    | 0  | 0       | 0       | 0         | 13        | 0    |      |
| 경력 합계 |      | 148  | 1    | 10   | 2  | 32      | 0       | 6         | 0         | 196  | 3    |

### 국가대표
| 국가대표 팀 | 년도 | 출장 | 골 |
| ----------- | ---- | ---- | -- |
| 헝가리      | 2014 | 3    | 0  |
| 헝가리      | 2015 | 9    | 0  |
| 헝가리      | 2016 | 4    | 0  |
| 헝가리      | 2021 | 5    | 1  |
| 합계        | 합계 | 36   | 1  |